# لئون کروکس
لئون کروکس (انگلیسی: Leon Crooks؛ زادهٔ ۲۱ نوامبر ۱۹۸۵) بازیکن فوتبال اهل بریتانیا است.
از باشگاه‌هایی که در آن بازی کرده‌است می‌توان به باشگاه فوتبال ابسفلیت یونایتد، باشگاه فوتبال میلتون کینز دونز، و باشگاه فوتبال وایکام واندررز اشاره کرد.